# Mindestentgeltpunkte bei geringem Arbeitsentgelt
Nicht zu verwechseln mit der Vorgängerregelung Rente nach Mindesteinkommen oder mit dem 2021 eingeführten Grundrentenzuschlag.
Die Regelung der Mindestentgeltpunkte bei geringem Arbeitsentgelt (kurz: Rente nach Mindestentgeltpunkten) erhöht vor 1992 liegende Zeiten mit geringen Rentenanwartschaften. Zeiten niedriger Löhne sollen nicht zu niedrigen Renten führen.
Sie löste 1992 die Regelung der Rente nach Mindesteinkommen ab. Bis heute werden diese beiden Regelungen häufig miteinander verwechselt bzw. ihre Bezeichnungen synonym verwendet.

## Gesetzliche Grundlagen
Die Regelung der Mindestentgeltpunkte bei geringem Arbeitsentgelt wurde mit dem Rentenreformgesetz ’92 (BGBl. 1989 I S. 2261) eingeführt und ist in § 262 SGB VI normiert. Sie ersetzte für ab 1992 zugehende Renten die Regelungen der Rente nach Mindesteinkommen. Für Bestandsrenten am 31. Dezember 1991 wurden Übergangsvorschriften geschaffen.

## Zugangsvoraussetzungen
Es müssen zwei Voraussetzungen erfüllt sein:
1. Insgesamt (inkl. der Zeiten ab 1992) müssen wenigstens 35 Jahre  rentenrechtlicher Zeiten vorliegen. Dazu zählen Beitragszeiten, beitragsfreie Zeiten und Berücksichtigungszeiten.
2. Der Durchschnitt des Rentenanspruchs aus vollwertigen Pflichtbeitragszeiten insgesamt (inkl. der Zeiten ab 1992) muss unter 75 Prozent des Durchschnittseinkommens liegen. Exakt: aus den Kalendermonaten mit vollwertigen Pflichtbeiträgen muss sich ein Durchschnittswert von weniger als 0,0625 Entgeltpunkten (= 0,75 Entgeltpunkte pro Jahr) ergeben.

## Wirkung der Regelung
Sind die Voraussetzungen erfüllt, dann werden nur für die vor 1992 liegenden vollwertigen Pflichtbeiträge zusätzliche Entgeltpunkte ermittelt. Die durchschnittlichen Entgeltpunkte für vollwertige Pflichtbeitragszeiten werden dann um 50 Prozent erhöht (mit 1,5 multipliziert). Zusammen mit den so ermittelten Entgeltpunkte darf der Durchschnitt für vollwertige Pflichtbeitragszeiten vor 1992 aber höchstens 0,0625 Entgeltpunkte pro Kalendermonat betragen (entspricht 75 Prozent des Rentenanspruchs des Durchschnittseinkommens).
Wird der Grenzwert von 0,0625 pro Kalendermonat überschritten, werden die zusätzlichen Entgeltpunkte entsprechend reduziert, bis sich ein Durchschnitt von 0,0625 Entgeltpunkten pro Kalendermonat ergibt. Die so ermittelten zusätzlichen Entgeltpunkte werden den einzelnen Kalendermonaten mit vollwertigen Pflichtbeiträgen zu gleichen Teilen zugeordnet.
Sind Kalendermonate mit Entgeltpunkten (Ost) belegt, werden diesen Kalendermonaten auch Entgeltpunkte (Ost) zugeordnet (§ 262 Abs. 2 SGB VI).

## Beispiele
Beispiel 1:
Eine Person hat die Zugangsvoraussetzungen erfüllt. Vor 1992 liegen 120 Kalendermonate (= zehn Jahre) mit vollwertigen Pflichtbeiträgen mit einem Durchschnitt von 0,035 Entgeltpunkten (entspräche 42 Prozent des Durchschnittseinkommens). Die Summe von 4,2 Entgeltpunkten (120 * 0,035) würde mit 1,5 multipliziert. Die sich ergebenden 6,3 Entgeltpunkte würden auf die 120 Kalendermonate verteilt und ergäben einen Durchschnitt von 0,0525 Entgeltpunkten (also weniger als die Höchstgrenze von 0,0625 Entgeltpunkten).
Die zusätzlichen 2,1 Entgeltpunkte (6,3 minus 4,2) würden nun gleichmäßig auf die Kalendermonate verteilt. Dies bedeutet, selbst wenn einzelne Kalendermonate mehr als 0,0625 Entgeltpunkte hätten (was bei einer Durchschnittsbildung möglich wäre) würden diesen Monaten nun dennoch 0,0175 (2,1 Entgeltpunkte geteilt durch 120 Kalendermonate) zusätzliche Entgeltpunkte zugeordnet.
Beispiel 2:
Läge der Durchschnitt an Entgeltpunkten aus 120 Kalendermonaten mit vollwertigen Pflichtbeitragszeiten vor 1992 bei 0,05 Entgeltpunkten, würde sich mit 1,5 multipliziert ein Monatsdurchschnitt von 0,075 ergeben. Die zusätzlichen Entgeltpunkte würden auf 0,0125 Entgeltpunkte je Kalendermonat reduziert. Jedem Kalendermonat würden also nur 0,0125 zugeordnet. Im Ergebnis läge der Durchschnitt für die vor 1992 liegenden Pflichtbeitragszeiten bei dem Höchstwert von 0,0625 Entgeltpunkten pro Kalendermonat.

## Unterschiede zur Rente nach Mindesteinkommen
Wesentliche Änderungen gegenüber der Vorgängerregelung Rente nach Mindesteinkommen waren, die Zugangsvoraussetzung auf 35 statt 25 Versicherungsjahre festzulegen. Ferner werden die eigenen Rentenanwartschaften prozentual erhöht und maximal auf 75 Prozent nach oben begrenzt, statt wie zuvor den Rentenanspruch pauschal auf 75 Prozent aufzustocken. Sinn und Zweck war ausweislich der Gesetzesbegründung, dass langjährige geringe Teilzeittätigkeit (mit weniger als 50 Prozent des Durchschnittseinkommens) nicht übermäßig gefördert werden sollte.

## Übergangsvorschriften
Für Bestandsrenten am 31. Dezember 1991, die nach dem vor 1992 geltenden Recht der Bundesrepublik Deutschland ermittelt wurden, galt Art. 82 des Rentenreformgesetzes 1992 (BGBl. 1989 I S. 2261, 2392). Demnach wurden für Renten die vor dem 31. Dezember 1991 gewährt wurden die Entgeltpunkte für vollwertige pflichtbeitragszeiten Zeiten nach dem 31. Dezember 1972 nach den gleichen Vorschriften wie dem § 262 SGB VI zum 1. Januar 1992 aufgestockt.
Für Bestandsrenten am 31. Dezember 1991, die nach dem vor 1992 geltenden Recht des Beitrittsgebietes (der Deutschen Demokratischen Republik) ermittelt wurden, ist dies in § 307a SGB VI geregelt. Demnach werden Renten, die auf wenigstens 35 Arbeitsjahren beruhen und durchschnittlich weniger als 0,75 Entgeltpunkte pro Arbeitsjahr haben, auf den 1,5-fachen Wert erhöht. Die Rente nach Mindestentgeltpunkten ist damit sinngemäß auf Beitragszeiten im Beitrittsgebiet ausgeweitet worden. Da es im Beitrittsgebiet keine Kindererziehungs- und -berücksichtigunszeiten gab, ist ergänzend geregelt, dass zu den 35 Arbeitsjahren eine Kindererziehungspauschale hinzugezählt wird. Diese Pauschale beträgt bei einem Kind zehn Jahre, bei zwei Kindern 15 Jahre und bei mehr als zwei Kindern 20 Jahre.
Für gemäß dem Anspruchs- und Anwartschaftsüberführungsgesetz überführte Renten des Beitrittsgebietes galt § 307b SGB VI. Demnach wird die Regelung der Mindestentgeltpunkte bei geringem Arbeitsentgelt bei diesen Renten ebenfalls sinngemäß auf die Zeiten vor 1992 angewendet.

## Aktueller Bezug
Insgesamt profitieren im Rentenbestand 31. Dezember 2011 über 3,4 Millionen Renten von der Rente nach Mindestentgeltpunkten (oder den Übergangsvorschriften). Im Einzelnen sind das:
- 349.122 Erwerbsminderungsrenten, davon 245.837 an Frauen
- 2.733.172 Altersrenten, davon 2.467.014 an Frauen
- 397.701 Hinterbliebenenrenten, davon 166.895 Witwenrenten.

Von den aufgestockten Renten werden mit 2.434.494 rund 71 Prozent auf den Höchstwert von 0,0625 Entgeltpunkte pro Kalendermonat begrenzt.
In der aktuellen Rentendebatte wird häufig gefordert, die Rente nach Mindestentgeltpunkten (ggf. überarbeitet) fortzuführen. Zum Teil wird dabei gefordert, die Renten unabhängig von der eigenen Beitragshöhe (ab einer bestimmten Beitragsdauer oder einer bestimmten Versicherungszeit) auf ein bestimmtes Niveau anzuheben (bspw. Bündnis 90/Die Grünen: Konzept einer Garantierente oder die ersten Entwürfe des BMAS zur Zuschussrente). Solche Forderungen entsprechen im Kern der Rente nach Mindesteinkommen, die ebenfalls unabhängig von der eigenen Beitragshöhe die Renten auf ein einheitliches Niveau anhob. Die meisten Forderungen nehmen aber die Regelung der Mindestentgeltpunkte bei geringem Arbeitsentgelt, eigene Beiträge um einen bestimmten Prozentsatz zu erhöhen, zum Ausgangspunkt (bspw. die Zuschussrente des BMAS in ihren späteren Ausführungen). ver.di, DGB, SPD, DIE LINKE u. a. fordern direkt die Fortführung der Mindestentgeltpunkte bei geringem Arbeitsentgelt.
2021 wurde die sogenannte Grundrente in Deutschland eingeführt, wobei es sich um einen Zuschlag auf die Rente für bestimmte Versicherte (mit vielen Beitragsjahren aber geringer Rente) handelt. Die Grundrente ist unabhängig von der Rente nach Mindestentgeltpunkten und wird zusätzlich zur Rente addiert.

## Kritik
Es gibt zwei wesentliche Kritikpunkte an der Regelung Mindestentgeltpunkte bei geringem Arbeitsentgelt:
1. Sie bricht mit dem Prinzip der Teilhabeäquivalenz, nach dem die Rentenhöhe sich an der Höhe des versicherten Einkommens orientieren soll. Die Rentenansprüche von Personen, die durchschnittlich weniger als 75 Prozent des Durchschnittslohns verdienten, werden ohne eigene Beitragsleistung erhöht. Eine Person, die also stets 75 Prozent verdiente und darauf Beiträge entrichtete, bekommt nicht mehr Rente als eine Person, die nur 50 Prozent des Durchschnitts verdiente und entsprechend weniger Beiträge gezahlt hat. Außerdem finanziert eine Person mit 75 Prozent des Durchschnittseinkommens die Rente nach Mindestentgeltpunkten durch ihre Beiträge mit.
2. Geringe Rentenanwartschaften entsprechen nicht zwingend einem niedrigen Alterseinkommen. Da die Regelung ausschließlich die rentenversicherungspflichtigen Einkommen und die Rentenanwartschaften berücksichtigt, ist sie nicht zielgenau. Eine „zuverdienende“ Ehefrau ist aufgrund der Rentenansprüche ihres Mannes evtl. auch bei einer geringen Rente nicht von Armut bedroht. Für einen Paarhaushalt ist eine Rente auf der Basis von 75 Prozent des Durchschnittseinkommens aber häufig nicht armutsvermeidend. Auch hier gilt, dass die Person mit dem 75-Prozent-Verdienst die Kosten der Regelung mitfinanziert.